# Marie-Luise Kreuter
Marie-Luise Kreuter (* 27. Dezember 1937 in Köln; † 17. Mai 2009) war eine deutsche Journalistin, Sachbuchautorin und Biogärtnerin. Sie galt als einer der erfolgreichsten Gartenbuchautoren Deutschlands und als Pionierin des ökologischen Gärtnerns.

## Leben
Kreuter beschäftigte sich bereits in ihrer Jugend mit naturgemäßem Gärtnern. Nach einer journalistischen Ausbildung arbeitete sie als freie Redakteurin für Zeitschriften und Rundfunkanstalten, unter anderem für den Südwestfunk in Mainz und den Westdeutschen Rundfunk in Köln. Im Laufe der Zeit entwickelte sich das biologische Gärtnern zu ihrem beruflichen Schwerpunkt und sie widmete sich dabei als eine der ersten Autoren diesem Thema.
1977 erschien im Heyne Verlag mit Der biologische Garten ihr erstes Werk. Das Buch hielt sich wochenlang auf der Spiegel-Bestsellerliste. Im Jahr 1979 erschien im BLV Buchverlag ihr Ratgeber Kräuter und Gewürze aus dem eigenen Garten. 1981 erschien mit Der Biogarten ihr bekanntestes Buch. Der Biogarten entwickelte sich zu einem Standardwerk für naturgemäßes Gärtnern. In den nächsten 28 Jahren wurde es über 1,5 Millionen Mal verkauft und in verschiedene Sprachen übersetzt. Im Februar 2016 erschien die 27. Auflage.
Ab 1985 war Kreuter als Fachberaterin für kraut&rüben, einem monatlichen Gartenmagazin für Biogärtnern und naturgemäßes Leben, tätig. 1990 wurde sie dessen Herausgeberin.
Des Weiteren publizierte sie während ihrer schriftstellerischen Karriere eine Vielzahl weiterer Gartenbücher. 2007 wurde eine neu gezüchtete Rambler-Rose der Rosenschule Ruf in Bad Nauheim nach ihr benannt.

## Veröffentlichungen (Auswahl)
- Biologischer Pflanzenschutz. Naturgemäße Abwehr von Schadlingen und Krankheiten, Blv Buchverlag 1983, 2. Auflage, ISBN 978-3405127114.
- Pflanzenschutz im Bio-Garten , Blv Buchverlag 1995, ISBN 978-3405135065.
- So entsteht ein Biogarten, Blv Buchverlag 1999, ISBN 978-3405150662.
- Der Biogarten, Blv Buchverlag 2016, 27. Auflage, ISBN 978-3835414853.